# Порт Вейл
«Порт Вейл» (полное название — Футбольный клуб «Порт Вейл»; англ. Port Vale Football Club) — английский профессиональный футбольный клуб из района Берзлем в городе Сток-он-Трент, графство Стаффордшир.
Выступает в Лиге 1, третьем по значимости дивизионе в системе футбольных лиг Англии.
Наивысшим достижением клуба в рамках лиг является пятое место во втором дивизионе в сезоне 1930/1931. Главным успехом клуба считается выход в полуфинал Кубка Англии в 1954 году. Крупным акционером клуба выступает Робби Уильямс.

## Достижения
- Обладатель Трофея Футбольной лиги (2): 1993, 2001